# Ivana Machackova

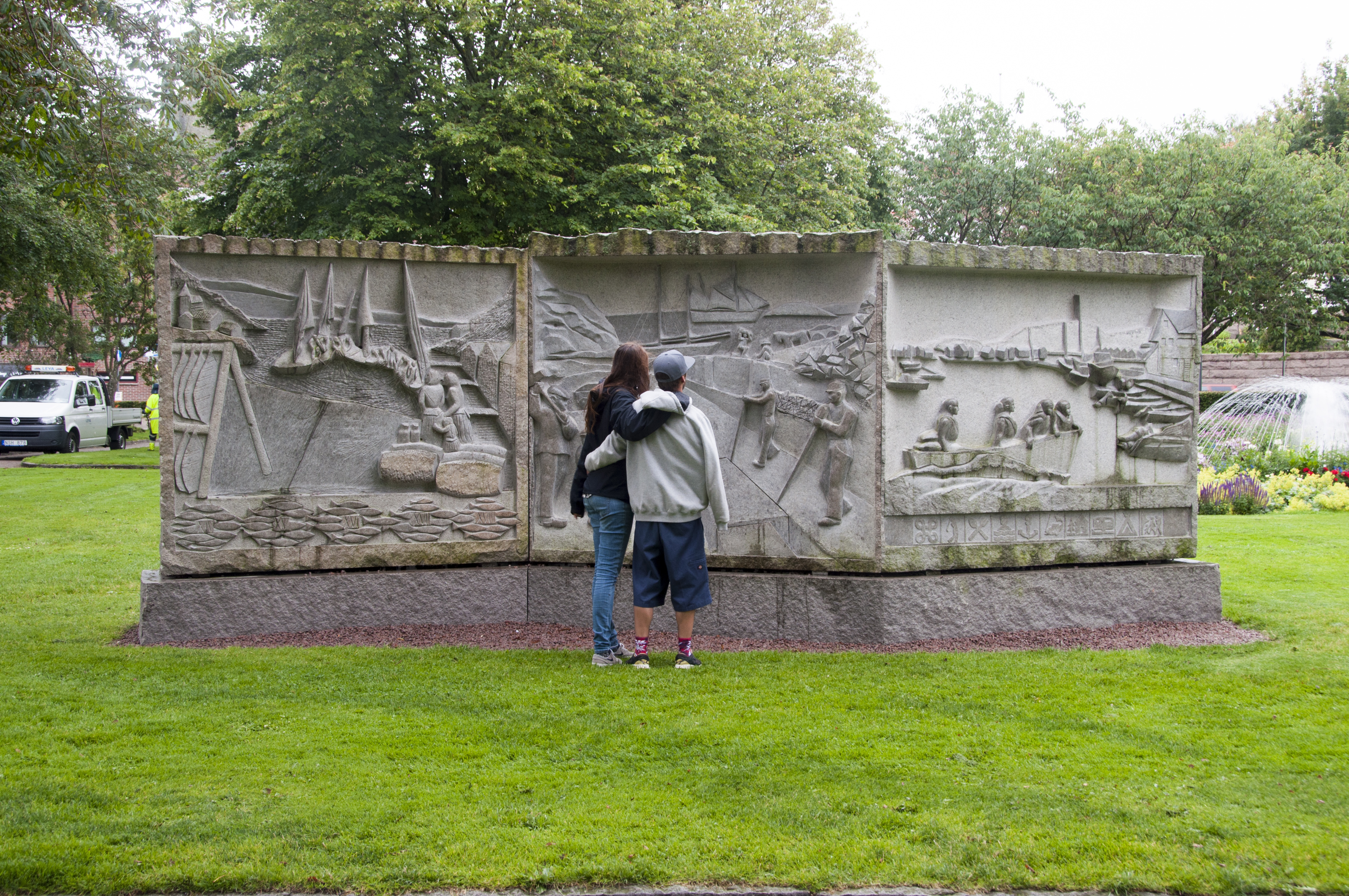
Bohuslänsk krönika i Lysekil

Ivana Machackova, född 7 april 1960 i Prag, är en tjeckisk-svensk målare och skulptör.
Ivana Machakova kom till Sverige 1977 och utbildade sig på konstskola i Göteborg. Hon har arbetat som skulptör i drygt 15 år och bor strax utanför Göteborg och arbetar i Bohuslän. Hon är mest känd för verk i bohusgranit och har bland annat skapat konstverket Bohuslänsk krönika, vilket visar valda scener ur Bohusläns historia.

## Offentliga verk i urval
- Kompassrosen, utsiktsplatsen på Skalberget i Hunnebostrand
- Granitfiskarna, vid huvudentrén till Gullmarsgymnasiet i  Lysekil
- En bohuslänsk krönika huggen i granit, 2003-2007, 7,5 meter långt och 2,6 meter högst, utanför Bohusläns museum i Uddevalla